# 尖角蛾螺
尖角蛾螺（学名：Buccinum undatumplectrum），是新腹足目峨螺科峨螺属的一种。主要分布于中国大陆，常栖息在潮下带。